# Flookburgh
Flookburgh est un village britannique situé dans le district de South Lakeland, péninsule de Cartmel, dans le comté de Cumbria, en Angleterre. Il faisait partie du Lancashire jusqu’en 1974. Étant proche de la baie de Morecambe, la pêche aux coques et aux crevettes joue un rôle important dans la vie du village. La population comptait 1 220 habitants en 2021.

## Localisation
Flookburgh est situé à 5,1 km de la ville la plus proche, Grange-over-Sands. En voyageant par la route, il est de 27 km au sud de Kendal, 18,8 km à l'est d'Ulverston, 35,2 km à l'est de Barrow-in-Furness et 50,4 km à l'ouest de Lancastre.

## Administration
Flookburgh fait partie de la circonscription parlementaire de Westmorland and Lonsdale, dont Tim Farron est l'actuel député représentant les libéraux démocrates.
Aux fins de l’administration territoriale, il se trouve dans le quartier de Cartmel du district de South Lakeland et dans la division de Cartmel du conseil du comté de Cumbria. Le village a également son propre conseil paroissial : Conseil paroissial de Lower Holker.